# آن ف. كوتس
آن ف. كوتس (بالإنجليزية: Anne V. Coates)‏ (و. 1925 – 2018 م) هي مونتيرة، وممرضة، ومنتجة أفلام، وأمينة مكتبة بريطانية، توفيت في وودلاند هيلز، عن عمر يناهز 93 عاماً.

## جوائز وترشيحات
حصلت على جوائز منها:
جوائز
- جائزة الأوسكار لأفضل مونتاج، عن عمل: لورنس العرب (1962)
- جائزة زمالة الأكاديمية البريطانية لفنون السينما والتلفزيون (2007)

ترشيحات
- جائزة الأوسكار لأفضل مونتاج (1964)
- جائزة الأوسكار لأفضل مونتاج (1980)
- جائزة الأوسكار لأفضل مونتاج (1993)
- جائزة الأوسكار لأفضل مونتاج (1998)
- جائزة الأوسكار لأفضل مونتاج، عن عمل: الرجل الفيل (1964)
- جائزة الأوسكار لأفضل مونتاج، عن عمل: الرجل الفيل (1980)
- جائزة الأوسكار لأفضل مونتاج، عن عمل: الرجل الفيل (1993)
- جائزة الأوسكار لأفضل مونتاج، عن عمل: الرجل الفيل (1998)
- جائزة الأوسكار لأفضل مونتاج، عن عمل: بيكيت (1964)
- جائزة الأوسكار لأفضل مونتاج، عن عمل: بيكيت (1980)
- جائزة الأوسكار لأفضل مونتاج، عن عمل: بيكيت (1993)
- جائزة الأوسكار لأفضل مونتاج، عن عمل: بيكيت (1998)
- جائزة الأوسكار لأفضل مونتاج، عن عمل: في خط النار (1964)
- جائزة الأوسكار لأفضل مونتاج، عن عمل: في خط النار (1980)
- جائزة الأوسكار لأفضل مونتاج، عن عمل: في خط النار (1993)
- جائزة الأوسكار لأفضل مونتاج، عن عمل: في خط النار (1998)
- جائزة الأوسكار لأفضل مونتاج، عن عمل: لورنس العرب (1964)
- جائزة الأوسكار لأفضل مونتاج، عن عمل: لورنس العرب (1980)
- جائزة الأوسكار لأفضل مونتاج، عن عمل: لورنس العرب (1993)
- جائزة الأوسكار لأفضل مونتاج، عن عمل: لورنس العرب (1998)
- جائزة البافتا لأفضل تحرير [الإنجليزية]‏، عن عمل: الرجل الفيل (1975)
- جائزة البافتا لأفضل تحرير [الإنجليزية]‏، عن عمل: الرجل الفيل (1981)
- جائزة البافتا لأفضل تحرير [الإنجليزية]‏، عن عمل: الرجل الفيل (1994)
- جائزة البافتا لأفضل تحرير [الإنجليزية]‏، عن عمل: الرجل الفيل (2001)
- جائزة البافتا لأفضل تحرير [الإنجليزية]‏، عن عمل: إيرين بروكوفيتش (1975)
- جائزة البافتا لأفضل تحرير [الإنجليزية]‏، عن عمل: إيرين بروكوفيتش (1981)
- جائزة البافتا لأفضل تحرير [الإنجليزية]‏، عن عمل: إيرين بروكوفيتش (1994)
- جائزة البافتا لأفضل تحرير [الإنجليزية]‏، عن عمل: إيرين بروكوفيتش (2001)
- جائزة البافتا لأفضل تحرير [الإنجليزية]‏، عن عمل: جريمة في قطار الشرق السريع (1975)
- جائزة البافتا لأفضل تحرير [الإنجليزية]‏، عن عمل: جريمة في قطار الشرق السريع (1981)
- جائزة البافتا لأفضل تحرير [الإنجليزية]‏، عن عمل: جريمة في قطار الشرق السريع (1994)
- جائزة البافتا لأفضل تحرير [الإنجليزية]‏، عن عمل: جريمة في قطار الشرق السريع (2001)
- جائزة البافتا لأفضل تحرير [الإنجليزية]‏، عن عمل: في خط النار (1975)
- جائزة البافتا لأفضل تحرير [الإنجليزية]‏، عن عمل: في خط النار (1981)
- جائزة البافتا لأفضل تحرير [الإنجليزية]‏، عن عمل: في خط النار (1994)
- جائزة البافتا لأفضل تحرير [الإنجليزية]‏، عن عمل: في خط النار (2001)

ترشحت لـ:
- جائزة البافتا لأفضل تحرير  [لغات أخرى]‏، عن عمل: إيرين بروكوفيتش (2001)
- جائزة الأوسكار لأفضل مونتاج، عن عمل: Out of Sight [الإنجليزية]‏ (1998)
- جائزة البافتا لأفضل تحرير  [لغات أخرى]‏، عن عمل: في خط النار (1994)
- جائزة البافتا لأفضل تحرير  [لغات أخرى]‏ (1994)
- جائزة الأوسكار لأفضل مونتاج، عن عمل: في خط النار (1993)
- جائزة البافتا لأفضل تحرير  [لغات أخرى]‏، عن عمل: الرجل الفيل (1981)
- جائزة الأوسكار لأفضل مونتاج، عن عمل: الرجل الفيل (1980)
- جائزة البافتا لأفضل تحرير  [لغات أخرى]‏، عن عمل: جريمة في قطار الشرق السريع (1975)
- جائزة الأوسكار لأفضل مونتاج، عن عمل: بيكيت (1964)
- جائزة الأوسكار لأفضل مونتاج، عن عمل: لورنس العرب.

## وصلات خارجية
- آن ف. كوتس على موقع IMDb (الإنجليزية)
- آن ف. كوتس على موقع روتن توميتوز (الإنجليزية)
- آن ف. كوتس على موقع ألو سيني (الفرنسية)
- آن ف. كوتس على موقع تيرنر كلاسيك موفيز (الإنجليزية)
- آن ف. كوتس على موقع أول موفي (الإنجليزية)
- آن ف. كوتس على موقع قاعدة بيانات الأفلام السويدية (السويدية)
- آن ف. كوتس على موقع قاعدة بيانات الفيلم (الإنجليزية)
- آن ف. كوتس على موقع كينوبويسك (الروسية)